# آیخان مامایف
آیخان مامایف (به انگلیسی: Aykhan Mamayev؛ متولد ۳ دسامبر ۱۹۹۱) - کاراته‌کای اهل جمهوری آذربایجان است. او قهرمان آذربایجان، قهرمان اروپا و جهان در رده جوانان، دارنده مدال طلای بازی‌های اروپایی، دارنده مدال طلای دوره‌های سوم و چهارم بازی‌های همبستگی اسلامی است.

## اوایل زندگی
آیخان مامائوف پاشالی اوغلو، در سوم دسامبر ۱۹۹۱ در آذربایجان در شهر باکو متولد شد. او پدر، مادر و یک برادر بزرگتر دارد. آیخان در مدرسه شماره ۲۷۱ روستای باکیخانوف در سالهای ۲۰۰۹–۱۹۹۸ تحصیل کرد. وارد دانشکده ریاضیات کاربردی و سایبرنتیک دانشگاه دولتی باکو (BSU) شد(۲۰۱۳–۲۰۰۹). در سالهای (۲۰۱۷–۲۰۱۶)، وی در نیروهای مسلح جمهوری آذربایجان خدمت کرد.